# NGC 7806
NGC 7806 (другие обозначения — PGC 112, UGC 12911, KCPG 602B, MCG 5-1-25, VV 226, ZWG 499.37, ARP 112, ZWG 498.65) — галактика в созвездии Пегас.
Этот объект входит в число перечисленных в оригинальной редакции «Нового общего каталога».